# 앨테어 8800
앨테어 8800(Altair 8800)은 세계 최초의 상업용 조립식 개인용 컴퓨터로 MITS사에 의하여 1974년에 판매되었다. 인텔사의 인텔 8080 CPU에 기초하고 있다. 알테어 8800이라고도 한다.
초기 가격은 397달러였다. 부품 형태로 전달되어 조립해서 써야 했다. 소프트웨어가 따로 없었고, 전면의 토글 스위치로 코드를 입력했다. 결과가 깜박이는 불빛으로 나타났기 때문에 그 불빛을 해독할 줄 알아야 했다. 중앙처리장치의 기억용량이 256바이트에 불과했다.
알테어 8800을 위하여 설계된 컴퓨터 버스인 S-100 버스는 사실상의 표준(de facto standard)이 되었고, 이 컴퓨터를 위한 최초의 프로그래밍 언어로 마이크로소프트사의 처녀작인 알테어 베이직이 있다.